# Бомбардування Бухареста
Бомбардування Бухареста — серія авіанальотів британської та американської авіації на Бухарест в 1944 році в ході Другої світової війни.
Наймасштабніший авіаналіт на місто відбувся 4 квітня, коли 449-а ланка американських бомбардувальників B-24 розбомбила північний захід Бухареста. В ході цього бомбардування загинуло 5000 чоловік. 15 квітня відбувся ще один менш масштабний британський авіаналіт на місто, під час якого були використані запальні бомби.
Пізніше на Бухарест в ході операції «Припливні хвилі» було скоєно ще кілька союзницьких авіанальотів, головними цілями яких стали нафтові сховища і очисні заводи. Останньому бомбардуванню місто піддалося з боку люфтваффе під час державного перевороту короля Міхая I.

## Хронологія
| Дата                  | Ціль                  | |
| --------------------- | --------------------- | --- |
| 1944-04-04            | Залізничні мережі     | 28 літаків B-24 з 449 BG з Гроттальє, взявши звичайний маршрут повз Дробета-Турну-Северин, через Південні Карпати, і до Тирговіште і Снагов, бомбили протягом двох годин в середині дня. Тепла погода і сильний вітер відхиляли бомби, які падали на Каля Грівітса і Гіулешті на західний і північно-західний Бухарест, де знищили сотні будівель і було вбито та поранено понад 5000 осіб. Бомби впали на Каля Вікторію, на Сплендід і готель Athénée Palace, на німецьку військову місію, поблизу собору Святого Йосифа (знищивши його вітражі), а також на Котрочень та Ботанічний сад в Бухаресті. Одне бомбосховищі було знищено. Сім B-24 загинули від ворожих літаків а 13 B-24 були пошкоджені та не повернулись. Ймовірно що знищено чи пошкоджено було таку кількість літаків люфтваффе: 32/6/5 ME-109, 6/5/1 FW-190, 1/0/0 HE-113, 1/0/0 Ме-210 і 0/2/0 Ju-88. |
| 1944-04-15            | Залізничні мережі     | 15-та 461 бомбардувальна Група B-24 ВПС США бомбардувала Chitila Marshalling Yard в Бухаресті. Деякі джерела повідомляють, що Бухарестський університет був пошкоджений, а сусідню будівлю Cartea Românească було зруйновано під час бомбардування. |
| 1944-06-10            |                       | Літаки B-24, Р-51 і Р-38 обстріляли цілі між Бухарестом і річкою Дунай. |
| 1944-06-28            | Нафтопереробні заводи | 464 BG бомбив НПЗ «Prohava Petrolul [так в оригіналі]» і 485 BG бомбив НПЗ "Титан ". |
| 1944-08-17/18         | Нафтопереробні заводи | Рейд був спрямований на знищення НПЗ, які ще залишилися. Було скинуто 86 тонн бомб, проте наліт вважався невдалим. |
| 1944-07-31            | Нафтопереробні заводи | Бомбили два нафтопереробних заводи в Бухаресті, по одному в Дойчешті і термінал для зберігання нафти в Тирговіште. |
| 1944-08-06            | Залізничні мережі     | 60 бійців під час Операції Френтік атакували місто Крайова, сортувальні та інші об'єкти залізниці в Бухаресті, Плоєшті і приземлилися на італійських базах. |
| 1944-08-23/24 & 24/25 |                       | Бомбардувальники Люфтваффе, які базувалися в Отопені нападали на Бухарест протягом двох ночей поспіль, поки їхні бази бомбили союзники. Національний театр Бухареста і ряд інших будівель міста були зруйновані в той час як Королівський палац, Вікторія Палас, і румунський Атенеум були серйозно пошкоджені. |